# Pierre-François
Cette page présente le prénom Pierre-François ainsi que ses variantes.
Pierre-François est un prénom composé masculin formé de Pierre et de François.
Les Pierre-François sont fêtés le 12 janvier, en hommage au bienheureux chrétien Pierre-François Jamet (1762-1845), prêtre né à Frênes (Diocèse de Sées), béatifié le 10 mai 1987 par Jean-Paul II à Rome.  

## Personnalités portant ce prénom
- Pierre-François Lacenaire, poète et assassin (1803-1836) ;
- Pierre-François Martin-Laval (surnommé « Pef »), acteur, réalisateur et metteur en scène français ;
- Pierre-François Tissot (1768-1854), homme de lettres français.

- Pour l'ensemble des articles sur les personnes portant ce prénom, consulter :
  - la liste des articles dont le titre commence par ce prénom
  - les listes produites par Wikidata : Liste des personnes de prénom « Pierre-François » — même liste en incluant les éventuels prénoms composés qui contiennent « Pierre-François ».